# Erik B. Rinman

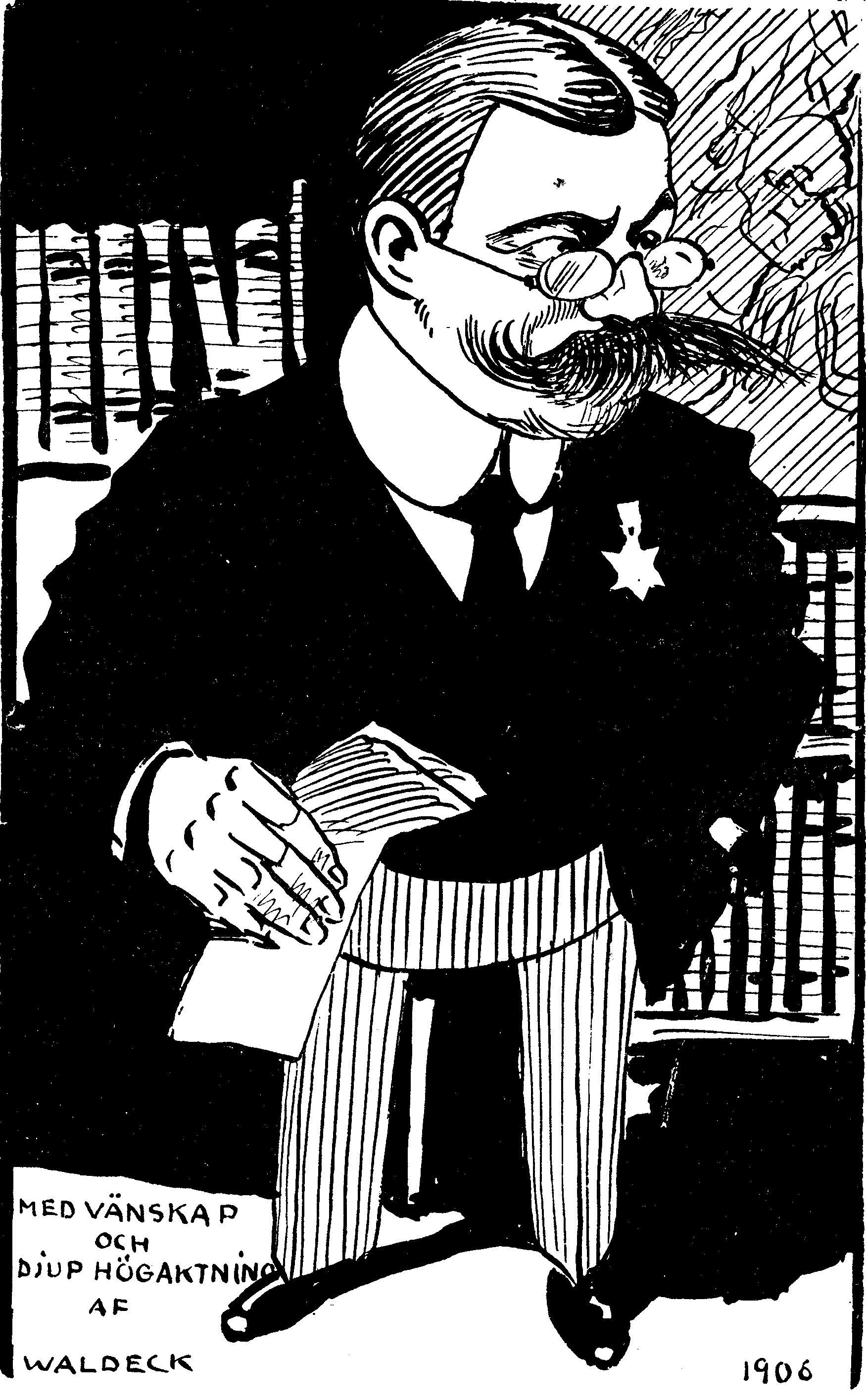
Vänskaplig karikatyrteckning från 1906 av Waldeck.

Erik Benjamin Rinman, född 2 maj 1870 i Boteå församling, Västernorrlands län, död 29 januari 1932 i Engelbrekts församling, Stockholm, var en svensk publicist och politiker. 
Han var sonsons son till Carl Rinman och bror till Axel Rinman samt måg till Reinhold von Essen.
År 1896 avlade han kansliexamen i Uppsala och arbetade därefter i olika ämbetsverk i Stockholm innan han övergick till journalism 1897. Mellan 1897 och 1906 var han utrikespolitisk medarbetare på Svenska Dagbladet, 1906–1911 politisk redaktör på Stockholms-Tidningen, 1911–1930 huvudredaktör och ansvarig utgivare för tidningen, därefter chef för ledaravdelningen i Stockholms-Tidningen-Stockholms Dagblad. Åren 1905, 1911 och 1922–1923 var han ordförande för Publicistklubben. 
I politiskt hänseende var han liberal med starkt intresse för försvaret. Han deltog 1923 i utbrytningen från Frisinnade landsföreningen. År 1924 blev han ledamot av Stockholms stadsfullmäktige. Han brann särskilt för sociala frågor, speciellt för fackföreningar och arbetsrätten. Åren 1913–1921 var han vice ordförande, 1921–1932 ordförande för Centralförbundet för socialt arbete, från 1913 ledamot av sociala rådet.
Rinman är begravd på Östra kyrkogården i Göteborg.